# Gabriel Ríos
Gabriel Ríos (San Juan, 25 augustus 1978) is een Puerto Ricaans muzikant die in 1996 naar België verhuisde. Hij studeerde schilderkunst aan het St.Lucas instituut  in Gent. Ríos is zowel gitarist, zanger en tekstschrijver. 

## Biografie
Ríos werd geboren in Puerto Rico. In 1996 verhuisde hij, na het beëindigen van zijn opleiding aan de Academia del Perpetuo Socorro, naar het Belgische Gent. Hij begon al snel een band onder de naam The Nothing Bastards. Later richtte hij de groep L. Santo op. Na enkele jaren wilde hij graag een soloalbum opnemen. Hij ontmoette producer Jo Bogaert, bekend van Technotronic, die met hem het gewaardeerde Ghostboy opnam. Dit album kwam begin 2004 uit en werd een succes in Nederland en Vlaanderen. De tweede single van Ríos' debuutalbum, Broad Daylight, werd in eerste instantie in 2004 uitgebracht. Hoewel het nummer in die tijd weinig commercieel succes genoot, viel het bij filmmaker Theo van Gogh zo goed in de smaak dat hij het gebruikte in zijn film 06/05 over de moord op Pim Fortuyn. In zijn testament vermeldde Theo van Gogh dat Broad Daylight zou moeten worden gespeeld op zijn begrafenis. 
In de zomer van 2005 speelde Gabriel Ríos op veel grote festivals in België en Nederland, waaronder op Koninginnenach, Parkpop, Fiesta Mundial, Pinkpop en Lowlands. Eind 2005 verscheen zijn livealbum En Vivo.
Ríos werkte eind 2006 mee aan What's this?, een benefietsingle voor de Studio Brussel-actie Music For Life.
In april 2007 kwam zijn tweede studioalbum Angelhead uit, waarop de Puerto Ricaan een totaal nieuwe richting van muziek inslaat. In november van datzelfde jaar was de cd Morehead te verkrijgen bij de Knack. Ook won Gabriel Ríos in 2007 een European Border Breakers Award. De European Border Breakers Awards zijn prijzen die jaarlijks worden uitgereikt aan tien jonge veelbelovende Europese artiesten die het jaar ervoor succesvol buiten de eigen landsgrenzen debuteerden.
Op The Dangerous Return, zijn derde studioalbum dat uitkwam in 2010, werkt Ríos samen met Jef Neve en Kobe Proesmans. In 2014 bracht Ríos zijn vierde album uit, This Marauder's Midnight, waarop hij enkel met zijn akoestische gitaar te horen is. De eerste single Gold, die al in 2013 verscheen, werd een grote hit in Vlaanderen, maar ook in Noorwegen, waar Ríos verscheidene weken op nummer 1 stond in de hitparade. Voor Gold won Ríos de belangrijkste MIA van 2014, die voor "Hit van het jaar".
In 2020 werkte Ríos samen met The Colorist Orchestra, het collectief van Kobe Proesmans. In 2021 verscheen zijn vijfde studioalbum Flore.

## Discografie

### Albums
| Album met eventuele hitnotering(en) in de Nederlandse Album Top 100 | Datum van verschijnen | Datum van binnenkomst | Hoogste positie | Aantal weken | Opmerkingen |
| ------------------------------------------------------------------- | --------------------- | --------------------- | --------------- | ------------ | ----------- |
| Ghostboy                                                            | 2004                  | 14-05-2004            | 24              | 34           |             |
| En Vivo                                                             | 14-11-2005            | 24-12-2005            | 40              | 13           | Livealbum   |
| Angelhead                                                           | 13-04-2007            | 21-04-2007            | 34              | 11           |             |
| This Marauder's Midnight                                            | 15-09-2014            | 12-12-2015            | 95              | 1            |             |

| Album met hitnotering(en) in de Vlaamse Ultratop 200 albums | Datum van verschijnen | Datum van binnenkomst | Hoogste positie | Aantal weken | Opmerkingen   |
| ----------------------------------------------------------- | --------------------- | --------------------- | --------------- | ------------ | ------------- |
| Ghostboy                                                    | 2004                  | 31-01-2004            | 6               | 118          | Goud          |
| En Vivo                                                     | 2005                  | 26-11-2005            | 27              | 26           | Livealbum     |
| Angelhead                                                   | 2007                  | 21-04-2007            | 2               | 55           |               |
| The dangerous return                                        | 22-11-2010            | 04-12-2010            | 9               | 19           | Goud          |
| Two compilations                                            | 2011                  | 10-12-2011            | 78              | 15           | Verzamelalbum |
| This Marauder's Midnight                                    | 2014                  | 27-09-2014            | 1 (1wk)         | 67           |               |
| Flore                                                       | 2021                  | 20-02-2021            | 2               | 32*          |               |

### Singles
| Single met eventuele hitnotering(en) in de Nederlandse Top 40 | Datum van verschijnen | Datum van binnenkomst | Hoogste positie | Aantal weken | Opmerkingen                 |
| ------------------------------------------------------------- | --------------------- | --------------------- | --------------- | ------------ | --------------------------- |
| Broad Daylight                                                | 2006                  | 04-02-2006            | 11              | 10           | Nr. 21 in de Single Top 100 |
| Gold                                                          | 2014                  | -                     |                 |              | Nr. 61 in de Single Top 100 |

| Single met hitnotering(en) in de Vlaamse Ultratop 50 | Datum van verschijnen | Datum van binnenkomst | Hoogste positie | Aantal weken | Opmerkingen                                                                    |
| ---------------------------------------------------- | --------------------- | --------------------- | --------------- | ------------ | ------------------------------------------------------------------------------ |
| Unrock                                               | 2005                  | 02-07-2005            | tip4            | -            |                                                                                |
| What's This?                                         | 2006                  | 30-12-2006            | 5               | 4            | met Michael Franti en Flip Kowlier / Nr. 9 in de Radio 2 Top 30                |
| Angelhead / Porque te vas                            | 09-03-2007            | 07-04-2007            | 15              | 14           | Nr. 2 in de Radio 2 Top 30                                                     |
| Baby Lone Star                                       | 2007                  | 18-08-2007            | 41              | 4            |                                                                                |
| I'm Gonna Die Tonight                                | 2007                  | 17-11-2007            | tip6            | -            |                                                                                |
| Stay / Voodoo Child                                  | 2008                  | 08-03-2008            | tip11           | -            |                                                                                |
| Hallelujah                                           | 2010                  | 06-02-2010            | 1 (5wk)         | 14           | met Natalia / Benefietsingle voor Haïti / Nr. 1 in de Radio 2 Top 30 / Platina |
| Dauphine                                             | 11-10-2010            | 16-10-2010            | 16              | 11           |                                                                                |
| Straight Song                                        | 18-04-2011            | 09-04-2011            | tip25           | -            |                                                                                |
| You Will Go Far                                      | 23-05-2011            | 04-06-2011            | tip28           | -            |                                                                                |
| Tidal Wave                                           | 2011                  | 22-10-2011            | tip33           | -            |                                                                                |
| Gulliver                                             | 26-09-2011            | 05-11-2011            | tip33           | -            |                                                                                |
| El ratón                                             | 13-02-2012            | 18-02-2012            | tip33           | -            |                                                                                |
| Gold                                                 | 2013                  | 02-11-2013            | 4               | 24           | Nr. 17 in de Radio 2 Top 30                                                    |
| Police Sounds                                        | 20-01-2014            | 25-01-2014            | tip7            | -            |                                                                                |
| Song No. 7                                           | 07-04-2014            | 26-04-2014            | tip8            | -            |                                                                                |
| Skip the Intro                                       | 25-07-2014            | 09-08-2014            | tip24           | -            |                                                                                |
| Swing Low                                            | 01-09-2014            | 25-10-2014            | tip12           | -            |                                                                                |
| World of Sex                                         | 06-02-2015            | 28-02-2015            | tip53           | -            |                                                                                |
| No soy de aqui                                       | 09-11-2020            | 14-11-2020            | tip18           | -            |                                                                                |

### NPO Radio 2 Top 2000
| Nummer met noteringen in de NPO Radio 2 Top 2000 | '09  | '10  | '11  |
| ------------------------------------------------ | ---- | ---- | ---- |
| Broad Daylight                                   | 1534 | 1191 | 1477 |

1. ↑  Een vetgedrukt getal geeft de hoogste notering aan.
2. ↑  2009 was het eerste jaar met een notering voor dit nummer.
3. ↑  Deze tabel is bijgewerkt tot en met de laatste editie (2024).